# 526 Jena
526 Jena eller A904 EE är en asteroid i huvudbältet, som upptäcktes 14 mars 1904 av den tyske astronomen Max Wolf i Heidelberg. Den har fått sitt namn efter staden Jena i det tyska förbundslandet Thüringen.
Asteroiden har en diameter på ungefär 44 kilometer och den tillhör asteroidgruppen Themis.